# 梅西亞 (新墨西哥州)
梅西亞（英語：Mesilla）是一個位於美國新墨西哥州唐娜安娜縣的城鎮。

## 人口
根據2020年美國人口普查的數據，梅西亞的面積為14.71平方千米，皆為陸地。當地共有人口1797人，而人口密度為每平方千米122人。